# Cusio
Cusio – miejscowość i gmina we Włoszech, w regionie Lombardia, w prowincji Bergamo.
Według danych na styczeń 2009 gminę zamieszkiwały 274 osoby przy gęstości zaludnienia 29,3 os./1 km².